# Tove Jansson
Tove Marika Jansson (uitspraak 'Toewe', Helsinki, 9 augustus 1914 – aldaar, 27 juni 2001) was een Zweedstalige Finse auteur, kunstschilder en illustrator van onder andere kinderboeken en stripverhalen en is de auteur van de series boeken en stripverhalen over de Moemins. Een groot deel van haar werken is vanaf de jaren '70 door Cora Polet (pseudoniem van C.W. Appel, 1930-2016) in het Nederlands vertaald. In 2007 begon de Belgische uitgeverij Clavis opnieuw met de reeks, in een nieuwe vertaling van Maaike Lahaise.
Samen met Astrid Lindgren en Lennart Hellsing wordt Jansson beschouwd als een van de zogeheten 'giganten' van de Zweedstalige kinderliteratuur, die de leefwereld en de fantasie van het kind centraal plaatsten.
Jansson had tijdens haar leven meerdere relaties met vrouwen en wordt tegenwoordig steeds meer als een queer icoon gezien. Jansson baseerde het personage Vifslan uit één van haar eerste Moeminverhalen op haar eerste vrouwelijke partner, toneelregisseur Vivica Bandler. Later ontmoette Jansson in Parijs haar uiteindelijke levenspartner, Tuulikki Pietilä, een in Amerika geboren Finse graficus en professor. Het personage Too-ticki is op Pietilä gebaseerd.
Met Pietilä runde Jansson ook jarenlang een galerie in Helsinki, de stad waarin zij in aparte studio's in hetzelfde appartementsgebouw woonden tijdens de winters. Vanaf 1965 bracht het koppel de zomers door op het officieel onbewoonde eiland Klovharu, waar Jansson een huisje mocht bouwen. Jansson schonk de lokale eilandgemeenschapsvereniging van Pellinki in 1995 deze woning. De relatie tussen Jansson en Pietilä was destijds en lange tijd later geheim, omdat Finland pas in 1971 een einde maakte aan het verbod op homoseksualiteit. Ook werd het verbod op de "promotie van homoseksualiteit" pas in 1999 opgeheven. Daarom zijn Pietilä en Jansson pas later erkend als het eerste paar van gelijk geslacht dat op 6 december in 1992 werd uitgenodigd voor de jaarlijkse presidentiële receptie van de Finse Onafhankelijkheidsdag.
Jansson overleed op 27 juni 2001 aan kanker. Ze is gecremeerd en haar as bevindt zich op de begraafplaats Hietaniemi in Helsinki.
Ter gelegenheid van haar 100ste geboortedag werd in 2014 het park aan de kop van het schiereiland Katajanokka, vlak bij haar geboortehuis, omgedoopt tot Tove Janssonpark (Tove Janssonin puisto).

## Werk in Nederlandse vertaling

### Kinderboeken (Moemin)
- 1970 - Pappa Moemin en de mysteriën van de zee, Bruna
- 1972 - Moemins toverwinter, Bruna 1975, heruitgave als Het geheim van de winter, Clavis 2008
- 1973 - Een komeet boven Moeminvallei, Bruna (1979), heruitgave als De komeet komt eraan, Clavis 2007
- 1975 - De hoed van de tovenaar, Bruna, opnieuw vertaald, Clavis 2007, ook uitgegeven als luisterboek, voorgelezen door Berend Dubbe
- 1989 - De wilde jaren van Pappa Moemin, Leopold
- 2009 - Verrassingen in de Moeminvallei, Clavis

### Romans
- 1976 - Het Zomerboek, Bruna, heruitgave Atlas 2004
- 2005 - De dochter van de beeldhouwer, Atlas
- 2018 - Fair play, De Geus

### Prentenboeken
- 1962 - Moem in het oerwoud, De Volkskrant, stripboek, heruitgave als kleurboek, Het Vaderland 197?
- 1978 - De gevaarlijke tocht, Bruna
- 2008 - En toen? Het boek over Miezel, Moem en Kleine Mie, Clavis
- 2010 - Het kleine cijferboek, Clavis
- 2010 - Het kleine woordenboek, Clavis
- 2010 - Verstoppertje, Clavis

## Bekroningen
- 1953 - Nils Holgersson-plaket
- 1966 - Hans Christian Andersenprijs voor haar hele oeuvre